# Vhembelacerta rupicola
Vhembelacerta rupicola (саутпансберзька скельна ящірка) — вид ящірок родини ящіркових (Lacertidae). Ендемік Південно-Африканської Республіки. Це єдиний представник монотипового роду Vhembelacerta.

## Поширення і екологія
Саутпансберзькі скельні ящірки мешкають в західній і центральній частинах гір Саутпансберг на півночі провінції Лімпопо. Вони живуть серед скель і осипів, на висоті від 900 до 1600 м над рівнем моря.